# Laure Dechasnel
Laure Dechasnel est une actrice française.

## Filmographie
- 1975 : Trompe-l'œil de Claude d'Anna
- 1978 : L'Ordre et la sécurité du monde de Claude d'Anna
- 1980 : Tendres Cousines, de David Hamilton
- Laure Dechasnel a également travaillé comme scénariste sous le nom de Laure ( et parfois M.F) Bonin ("Certaines nouvelles" - Réalisation Jacques Davila - "Trompe l'oeil"  - Réalisation Claude d'Anna - "Partenaires" - Réalisation Claude d'Anna) ainsi que comme auteure de théâtre ("Rossini ou la fleur de l'âge" - "Pour la galerie" - "La griffe A71"). Elle est l'auteure d'un roman intitulé "La polonaise" Editions Grasset.